# Kristbergs församling
Kristbergs församling var en församling i Linköpings stift inom Svenska kyrkan. Församlingen låg i Motala kommun. Församlingen uppgick 1 januari 2006 i Borensbergs församling.
Församlingskyrka var Kristbergs kyrka.

## Administrativ historik

Kristberg församling vapen.

Församlingen har medeltida ursprung.
Församlingen tillhörde under perioden 1615-1974 Gullbergs och Bobergs kontrakt, därefter från 1 januari 1975 till Motala kontrakt. Detta i sin tur bildade tillsammans med Bergslags kontrakt 1 december 2004 Motala och Bergslags kontrakt.  
Församlingen utgjorde till 1962 ett eget pastorat för att därefter till 1 juli 1974 vara moderförsamling i pastoratet Kristberg, Klockrike och Brunneby. Från 1 juli 1974 till 2006 var den annexförsamling i pastoratet Brunneby, Kristberg och Klockrike. Församlingen uppgick 1 januari 2006 i Borensbergs församling.
Församlingskod var 058305.

## Kyrkoherdar
Lista över kyrkoherdar. Prästbostaden låg i Åstorp vid Kristbergs kyrka.
| Ämbetstid | Namn                   | Levnadstid | Övrigt                                           |
| --------- | ---------------------- | ---------- | ------------------------------------------------ |
| 1323–1325 | Laurentius             |            |                                                  |
| 1335      | Ingimarus              |            |                                                  |
| 1394      | Thorgillus (Thorkillus |            |                                                  |
| 1405      | Jönis                  |            |                                                  |
| 1479      | Petrus Francisci       |            |                                                  |
| 1526–1535 | Petrus                 |            |                                                  |
| 1551      | Laurentius Gudmundi    |            |                                                  |
|           | Bothvidius             |            | Senare kyrkoherde i Skeda församling.            |
| 1585–1594 | Andreas Jonæ           | –1594      |                                                  |
| 1595–1601 | Andreas Nicolai        | –1601      |                                                  |
| 1603–1604 | Haqvinus Petri         | –1604      |                                                  |
| 1606–1632 | Andreas Locke          | –1642      |                                                  |
| 1632–1652 | Petrus Nicolai         | –1652      |                                                  |
| 1653      | Gabriel Gadd           | 1614–1653  |                                                  |
| 1654–1673 | Joel Laurbecchius      | 1621–1692  | Senare kyrkoherde i Mörlunda församling.         |
| 1674–1688 | Magnus Axelsson        | 1622–1688  |                                                  |
| 1688–1702 | Olavus Alnander        | 1639–1702  |                                                  |
| 1703      | Philippus Utterbom     |            | Utnämnd 1703.                                    |
| 1705–1710 | Johannes Rammelius     | 1669–1710  |                                                  |
| 1712–1715 | Jonas Torpadius        | 1675–1715  |                                                  |
| 1716–1750 | Magnus Montin Svensson | 1683–1750  |                                                  |
| 1753–1763 | Ericus Kindahl         | 1706–1773  | Senare kyrkoherde i Östra Husby församling.      |
| 1763–1776 | Olof Beckmark          | 1721–1776  |                                                  |
| 1777–1795 | Magnus Johan Hedberg   | 1720–1795  |                                                  |
| 1796      | Elias Didricsson       |            | Utnämnd 1796. Var komminister i Kaga församling. |
| 1797–1801 | Magnus Ryberg          | 1736–1801  |                                                  |
| 1801–1822 | Georg Engström         | 1745–1822  |                                                  |
| 1823–1856 | Fredrik Drotty         | 1785–1856  | Kyrkoherde och prost.                            |
| 1857–1859 | Carl August Hesselman  | 1810–1859  |                                                  |
| 1860–1871 | Johan Fredrik Grewell  | 1806–1884  | Senare kyrkoherde i Klockrike församling.        |
| 1871–1878 | Carl Wilhelm Boström   | 1814–1878  |                                                  |
| 1879–1896 | Carl Axel Petersson    | 1829–1896  |                                                  |
| 1896–1908 | Carl Albert Carlsson   | 1851–1908  |                                                  |
| 1909–1931 | Claes Edvard Bülow     | 1863–1931  |                                                  |

### Komministrar
Lista över komministrar. Tjänsten inrättade 1756 då brukspatronen Johan Victorin på Kvarns herrgård skänkte Bräntorp till prästbostad.
| Ämbetstid | Namn                   | Levnadstid | Övrigt                                     |
| --------- | ---------------------- | ---------- | ------------------------------------------ |
| 1756–1757 | Sven Segerbom          | 1715–1757  |                                            |
| 1758–1761 | Nils Hammarqvist       | 1713–1761  |                                            |
| 1761–1777 | Magnus Johan Hedberg   | 1720–1795  | Senare kyrkoherde i församlingen.          |
| 1778      | Pehr Wikstrand         |            | Senare komminister i Säby församling.      |
| 1795      | Lars Mannerberg        |            | Senare komminister i Mjölby församling.    |
| 1806      | Magnus Juringius       |            | Senare komminister i Borgs församling.     |
| 1814      | Samuel Niclas Moselius |            | Senare komminister i Harstads församling.  |
| 1818–1831 | Anders Wilhelm Staal   | 1785–1863  | Senare kyrkoherde i Fornåsa församling.    |
| 1831      | Paul Gerhard Kinnander |            | Senare komminister i Älvestads församling. |
| 1851      | Sven Nilzén            |            | Senare komminister i Kumla församling.     |
| 1868      | Karl August Hellner    |            | Senare komminister i Kumla församling.     |
| 1875–1879 | Ludvig Edvard Lindgren | 1848–1879  |                                            |
| 1880      | Carl Albert Carlsson   |            | Senare kyrkoherde i församlingen.          |
| 1897–1910 | Claes Edvard Bülow     | 1863–      | Senare kyrkoherde i församlingen.          |

## Organister och klockare
Organister och klockare vid Kristberg.
| Verksam   | Namn                         | Levnadstid | Övrigt                |
| --------- | ---------------------------- | ---------- | --------------------- |
| 1630–1652 | Olof                         |            | Klockare              |
| 1709–1726 | Samuel Farmansson            |            | Klockare              |
| 1727–1743 | Carl Björling                | 1686–1743  | Organist              |
| 1744–1761 | Peter Abrahamsson Hammarbeck | 1724–1761  | Organist och klockare |
| 1762–1804 | Samuel Warelius              | 1737–1804  | Organist och klockare |
| –1807     | Måns Bogdal                  | 1734–1807  | Organist ?            |
| 1806–1856 | Nils Svensson Thollander     | 1783–1856  | Organist och klockare |
| 1857–1875 | Anders Gustaf Karlsson       | 1824–1875  | Organist och klockare |
| 1875–1912 | Per Oskar Petré              | 1846–1926  | Organist och klockare |
| 1912–1927 | Elisabet Petré               | 1880–1946  | Organist och klockare |
| 1932–1960 | Georg Kindlund               | 1904–1989  | Organist och klockare |